# アウトスタック
アウトスタック（Out Stack）は、スコットランドのシェトランド諸島に属する約1.5haの無人島。イギリス最北端。

## 概要
アンスト島の北3kmに位置している。
行方不明のジョン・フランクリンにできるだけ近づくために、妻のジェーン・フランクリンが1845年に上陸した。
ハーマネス国立自然保護区の一部。

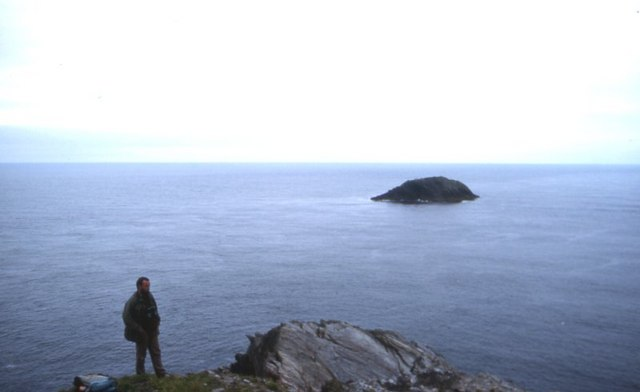
マックル・フルーガ（英語版）から見たアウトスタック。
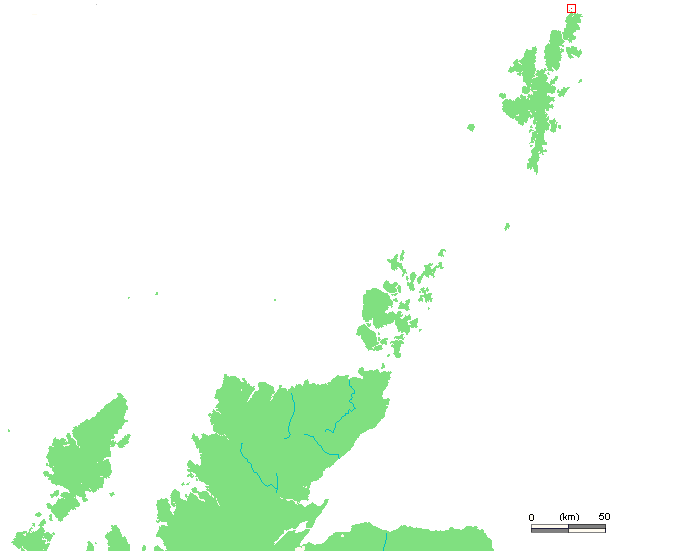
赤い所（右上）がアウトスタック。